# Мадрид (Алабама)
Мадрид (англ. Madrid) — місто (англ. town) в США, в окрузі Г'юстон штату Алабама. Населення — 265 осіб (2020).

## Географія
Мадрид розташований за координатами 31°2′9″ пн. ш. 85°23′52″ зх. д. / 31.03583° пн. ш. 85.39778° зх. д. (31.035771, -85.397845).  За даними Бюро перепису населення США в 2010 році місто мало площу 5,03 км², уся площа — суходіл.

## Демографія
Згідно з переписом 2010 року, у місті мешкало 350 осіб у 144 домогосподарствах у складі 95 родин. Густота населення становила 70 осіб/км².  Було 172 помешкання (34/км²).
Расовий склад населення:
| - 88,9 % — білих - 8,6 % — чорних або афроамериканців - 0,9 % — азіатів - 0,6 % — корінних американців - 1,1 % — осіб інших рас |

До двох чи більше рас належало 0,0 %. Частка іспаномовних становила 3,1 % від усіх жителів.
За віковим діапазоном населення розподілялося таким чином: 27,4 % — особи молодші 18 років, 59,5 % — особи у віці 18—64 років, 13,1 % — особи у віці 65 років та старші. Медіана віку мешканця становила 38,8 року. На 100 осіб жіночої статі у місті припадало 95,5 чоловіків;  на 100 жінок у віці від 18 років та старших — 85,4 чоловіків також старших 18 років.
Середній дохід на одне домашнє господарство  становив 46 768 доларів США (медіана — 38 750), а середній дохід на одну сім'ю — 56 729 доларів (медіана — 51 111). Медіана доходів становила 36 667 доларів для чоловіків та 26 250 доларів для жінок. За межею бідності перебувало 14,9 % осіб, у тому числі 9,2 % дітей у віці до 18 років та 16,9 % осіб у віці 65 років та старших.
Цивільне працевлаштоване населення становило 142 особи. Основні галузі зайнятості: мистецтво, розваги та відпочинок — 21,8 %, освіта, охорона здоров'я та соціальна допомога — 14,1 %, роздрібна торгівля — 12,7 %.